# 1990 în arhitectură
- 1988 în arhitectură – 1989 în arhitectură —  1990 în arhitectură  — 1991 în arhitectură – 1992 în arhitectură

Anul 1990 în arhitectură a implicat evenimente importante.

## Clădiri

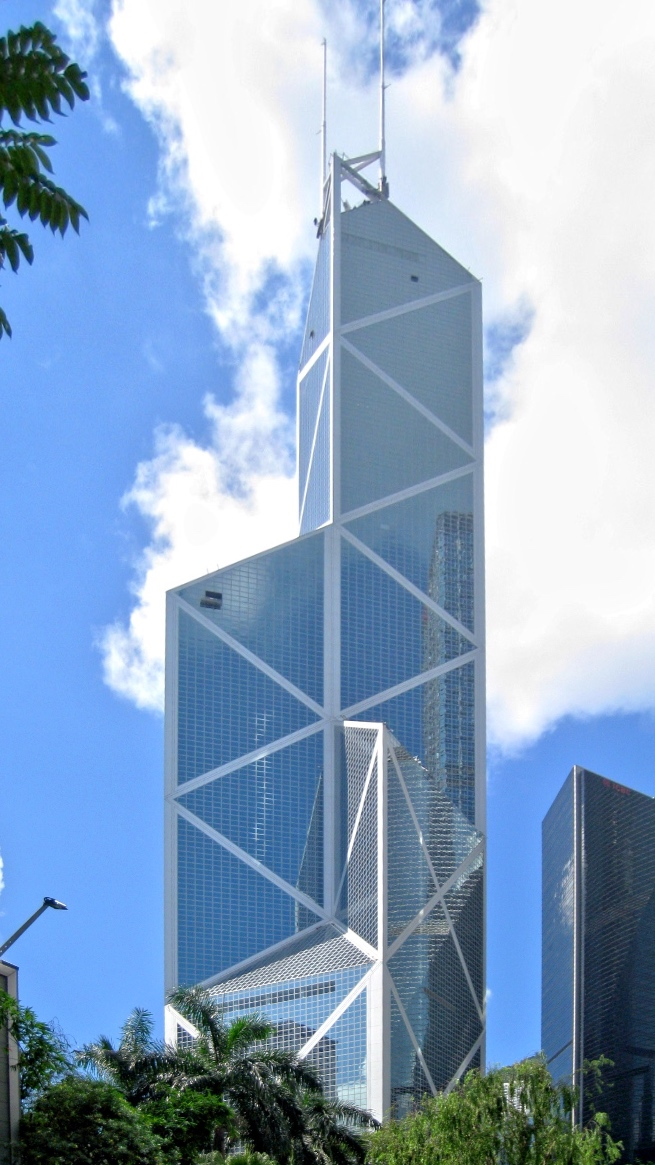
Se dă în folosință Bank of China Tower din Hong Kong, arhitect I. M. Pei

- Barajul Atatürk din Turcia este completat.[1]
- Bank of China Tower din Hong Kong, arhitect I. M. Pei, este completat.[2]
- U.S. Bank Tower din Los Angeles, California, designat de firma de arhitectură Pei Cobb Freed & Partners, este completat.
- Two Prudential Plaza din Chicago, Illinois, este completat.

## Premii, medalii, distincții
- AIA Gold Medal - este conferit arhitectului E. Fay Jones.
- Architecture Firm Award - este conferitfirmei Kohn Pedersen Fox Associates.
- Grand Prix de l'urbanisme - este conferit arhitectului Jean-François Revert.
- Grand prix national de l'architecture - este conferit arhitectului Francis Soler.
- Pritzker Prize - este conferit arhitectului Aldo Rossi.
- RAIA Gold Medal - Peter McIntyre.
- Royal Gold Medal - este conferit arhitectului Aldo van Eyck.
- Grand Prix de Rome, architectură — (necunoscut)

## Decese
- 20 aprilie – Arnold Alas, soldat și arhitect estonian, (n. 1911)
- 19 iunie – Steen Eiler Rasmussen, arhitect danez, (n. 1898)
- 6 august – Gordon Bunshaft, arhitect american, (n. în 1909)
- 24 decembrie – Judith Ledeboer, arhitectă englezoaică, născută în Țările de Jos (n. în 1901)
- 31 decembrie – Giovanni Michelucci, arhitect Italian architect (born 1891)